# VSV TONEGIDO
V.S.V. TONEGIDO (Voorburgse Sport Vereniging "Tot Ons Nut En Genoegen Is Deze Opgericht") was een amateurvoetbalvereniging uit de Nederlandse plaats Voorburg.
De vereniging werd oorspronkelijk in 1921 opgericht, maar was geen lang leven beschoren en is na korte tijd weer opgeheven. Op 1 februari 1924 werd de club door enkele oud-leden heropgericht. Het thuistenue van de club bestond uit een wit shirt met op de linkerborst het wapen van Voorburg, zwarte broek en zwarte kousen met een wit boord. De 'withemden' waren van oudsher aan de Rodelaan in Voorburg gevestigd, maar vanaf 1 september 2005 was de thuisbasis van TONEGIDO aan de Prins Bernhardlaan in Voorburg. De reden hiervan was dat de naastgelegen begraafplaats moest uitbreiden, waardoor de club moest verhuizen. De uitbreiding heeft nooit plaatsgevonden. Inmiddels staat er een aantal grote villa's op het voormalig TONEGIDO terrein.
De hoogtepunten van TONEGIDO waren het winnen van de Amstel Cup en de Super Cup voor amateurs in 2002 en 2003.
In oktober 2006 werd Benjamin Gomes in het Westelijk elftal opgenomen voor de kwalificatiewedstrijden voor de UEFA-Regiobeker. In het seizoen 2007/08 had de club een samenwerkingsverband met het Slowaakse AS Trenčín waardoor drie spelers van TONEGIDO bij Trenčín gingen spelen. Na één seizoen werd de samenwerking beëindigd nadat Trenčín uit de hoogste Slowaakse divisie degradeerde.
Door de verhuizing naar Sportpark Het Loo, was het bij TONEGIDO niet meer mogelijk om jeugdvoetbal te handhaven. Hierdoor was er minder doorstroom naar de senioren. Daarnaast was er een al langer bestaand liquiditeitsprobleem. Ondanks verschillende pogingen om de financiën via sponsoren op orde te krijgen, bleek er geen toekomst meer voor de club. 
Het bestuur was daarom genoodzaakt voor te stellen de club op te heffen. De leden steunden dit voorstel, waarna de club per 1 juli 2010 werd opgeheven.

## Erelijst
- KNVB beker voor amateurs

Winnaar in 2002, 2003
- Districtsbeker West II / III

Winnaar in 1998 (III), 2002, 2003 (II)
- Super Cup

Winnaar in 2002, 2003
- AD/HC Cup

Finalist 2008, winnaar 2009

## Competitieresultaten 1929–2010
| 4 4B |

| 5 4C |

| 9 4B |

| 7 4B |

| 8 4B |

| 2 4B |

| 1 4B |

| 3 4B |

| 1 4D |

| 6 3A |

| 2 3B |

| 8 H |

| 2 3A |

| 9 3C |

| 8 3A |

| 10 3A |

|  |

| 10 3B |

| 8 3B |

| 9 3F |

| 4 3A |

| 9 3A |

| 9 4A |

| 3 4D |

| 1 4E |

| 3 4B |

| 6 4A |

| 3 4A |

| 9 4C |

| 7 4A |

| 9 4D |

| 10 4A |

| 4 4C |

| 1 4B |

| 4 4A |

| 5 4B |

| 1 4C |

| 11 3A |

| 4 4A |

| 2 4B |

| 1 4B |

| 8 3B |

| 11 3B |

| 9 4D |

| 11 4C |

| 6 4B |

| 11 4B |

| 9 4D |

| 3 4A |

| 3 4B |

| 1 4C |

| 2 3B |

| 3 3A |

| 3 3A |

| 3 3A |

| 3 3A |

| 1 3A |

| 6 2A |

| 7 2A |

| 8 2A |

| 4 2A |

| 1 2A |

| 6 1B |

| 1 1B |

| 5 A |

| 1 A |

| 5 A |

| 9 A |

| 9 A |

| 3 A |

| 6 A |

| 3 A |

| 8 A |

| 2 A |

| 11 A |

| 10 A |

| 10 A |

| 11 A |

| 14 A |

| 5 1B |

| 4 1B |

| 13 A |

| Hoofdklasse | Eerste klasse | Tweede klasse | Derde klasse | Vierde klasse | Noodcompetitie |

In elke staaf van de grafiek staat van boven naar beneden vermeld: 
- Eindnotering

Dit is de positie die de club heeft bereikt in de competitie, zonder eventuele beslissings-, play-off- of nacompetitiewedstrijden die nodig zijn geweest om bijvoorbeeld de kampioen van de competitie te bepalen.
Indien een * achter het getal staat is de notering een tussenstand en kan het zijn dat de notering niet overeenkomt met de uiteindelijke eindstand van de competitie.
Staat er een - dan is het seizoen nog bezig en is er geen definitieve uitslag bekend.
Staat er xx op de positie van de notering, dan heeft de club vroegtijdig de competitie verlaten. Dit kan onder andere komen door terugtrekking van het team, faillissement van de club of door een uitgedeelde straf van de KNVB. In veel gevallen staat elders in het artikel de reden vermeld.
Staat er een ? dan is het resultaat uit het verleden onbekend, en is alleen de competitie of het niveau bekend van dat seizoen.
In de seizoenen 2019/20 en 2020/21 werd wegens de coronacrisis het amateurvoetbal afgebroken. Daardoor kennen deze staven geen eindklassering (middels -- weergegeven).
- Competitieniveau en afdelingsletter of Officiële eindstand Eredivisie
  - Competitieniveau en afdelingsletter

Hierbij geeft het getal het niveau weer, dat ook terug te vinden is in de legenda. De letter is de afdelingsaanduiding en wordt gebruikt wanneer er meer afdelingen zijn op hetzelfde niveau. De afdelingsletter is altijd een hoofdletter en wordt meestal zonder nummer gebruikt.
Voorbeeld: 2F is niveau 2e klasse competitie F.
Het competitieniveau en nummer wordt niet vermeld wanneer er slechts één competitie van dit niveau was.
  - Officiële eindstand Eredivisie (getal staat tussen haakjes vermeld)

Sinds de introductie van play-offwedstrijden voor Europees voetbal na afloop van de reguliere competitie in 2005/06, is de KNVB verplicht een eindstand van de Eredivisie door te geven aan de UEFA aan de hand van deze play-offwedstrijden.
Bij deze eindstand staan clubs die zich hebben gekwalificeerd voor Europees voetbal hoger dan clubs die zich niet wisten te kwalificeren. Indien er geen verschil was tussen de eindnotering en de officiële eindstand, staat dit getal niet vermeld.

- Onderafdeling

Hier staat afgekort de naam van de onderafdeling indien de club in dat jaar in een onderafdeling uitkwam. Tevens staat deze afkorting in de legenda en wordt gelinkt naar het artikel over deze onderafdeling. Deze afkorting wordt alleen vermeld wanneer de club in het verleden in verschillende onderafdelingen heeft gespeeld. Deze vermelding is in de staaf altijd in kleine letters. Deze onderafdelingen zijn na het seizoen 1995/96 afgeschaft. Heeft de club in slechts één onderafdeling gespeeld, dan is dit alleen terug te vinden in de legenda.
Onder de staaf staat het jaartal vermeld waarin het seizoen is afgesloten. 15 verwijst naar het seizoen 2014/15 of eventueel het seizoen 1914/15.
Wanneer een staaf leeg is, zijn deze gegevens niet bekend. Het kan ook zijn dat de club dat seizoen niet heeft meegespeeld op het hogere amateurniveau, vroegtijdig de competitie heeft verlaten of uit de competitie is gezet.

In het seizoen 1944/45 was er wegens de Tweede Wereldoorlog geen regulier competitievoetbal.

## Bekende (ex-)spelers of (ex-) leden
- Boy de Jong
- Charles Corver, FIFA-scheidsrechter, oud-voorzitter
- Eljero Elia
- Dylan de Braal

## Bekende (ex-)jeugd spelers
- Eljero Elia
- Daryl Janmaat

## Trivia
- het Van Kooten & De Bie typetje 'de alleenstaande vandaal' afficheert zich tijdens een uitzending van Keek Op De Week in 1991 als supporter van de club door in een lege tram wat om zich heen te slaan en de naam van de club te scanderen.